# Hermann Fegelein
Hermann Fegelein, född 30 oktober 1906 i Ansbach, död 29 april 1945 i Berlin, var en tysk SS-Gruppenführer och generallöjtnant i Waffen-SS. Under andra världskriget stred han vid flera tillfällen på östfronten. Han var 1944–1945 Heinrich Himmlers förbindelseofficer vid Führerhögkvarteret. I andra världskrigets slutskede avrättades Fegelein för högförräderi.

## Biografi
I sin ungdom arbetade Fegelein på sin fars ridskola i München. Han studerade två terminer vid Münchens universitet, innan han 1925 inträdde i 17:e kavalleriregementet. Två år senare började han tjänstgöra vid Bayerische Landespolizei. I München kom Fegelein i kontakt med nazisterna och gick med i Nationalsocialistiska tyska arbetarepartiet (NSDAP). Reichsführer-SS Heinrich Himmler inrättade 1937 en kavalleriskola i München och utsåg Fegelein till chef och brodern Waldemar Fegelein (1912–2000) till ställföreträdare.

### Andra världskriget
Under andra världskriget stred Fegelein på östfronten. Han förde befäl över 8. SS-Kavallerie-Division Florian Geyer under tre perioder (1941–1942, 1943, 1943–1944).
I andra världskrigets slutskede befann sig Fegelein i Führerbunkern. Efter det att Himmler genom Folke Bernadotte hade förhandlat om separatfred med de västallierade och fallit i onåd hos Adolf Hitler flydde Fegelein den 27 april 1945 ur bunkern. Hitler fick inom kort kännedom om att Fegelein påståtts vara i maskopi med Himmler och konspirerat mot honom. Sent på kvällen påföljande dag greps den kraftigt berusade Fegelein i sin lägenhet och fördes tillbaka till bunkern, där Hitler beordrade Gestapo-chefen Heinrich Müller att förhöra honom. Därefter ställdes Fegelein inför ståndrätt med Brigadeführer Wilhelm Mohnke som domare. Domstolen bestod även av general Hans Krebs, general Wilhelm Burgdorf och Gruppenführer Johann Rattenhuber, chef för Reichssicherheitsdienst (RSD), Hitlers personliga livvakt. Fegelein bedömdes dock vara i så dåligt skick att ståndrättsförhandlingarna avbröts. Han lämnades över till Rattenhuber och dennes ställföreträdare, Peter Högl, och arkebuserades natten till den 29 april 1945. Enligt den brittiske historikern Hugh Trevor-Roper avrättades Fegelein någon gång mellan klockan nio på kvällen den 28 april och strax efter tolv (midnatt) den 29 april.

### Familj
Fegelein gifte sig i juni 1944 med Eva Brauns yngre syster Margarete "Gretl" (1915–1987). De fick en dotter Eva Barbara som föddes den 5 maj 1945. Hon begick självmord den 25 april 1975 efter det att hennes pojkvän omkommit i en bilolycka.

## Befordringshistorik
Hermann Fegeleins befordringshistorik
- Untersturmführer: 12 juni 1933
- Obersturmführer: 20 april 1934
- Hauptsturmführer: 9 november 1934
- Sturmbannführer: 30 januari 1936
- Obersturmbannführer: 30 januari 1937
- Standartenführer: 25 juli 1938
- Oberführer: 1 december 1942
- Brigadeführer och generalmajor i Waffen-SS: 1 maj 1943
- Gruppenführer och generallöjtnant i Waffen-SS: 21 juni 1944

## Utmärkelser
Hermann Fegeleins utmärkelser
- Riddarkorset av Järnkorset med eklöv och svärd
  - Riddarkorset: 2 mars 1942
  - Eklöv: 25 december 1942
  - Svärd: 30 juli 1944
- Tyska korset i guld: 1 november 1943
- Järnkorset av första klassen: 28 juni 1941
- Järnkorset av andra klassen: 15 december 1940
- Krigsförtjänstkorset av andra klassen med svärd
- Närstridsspännet av andra klassen (silver)
- Attackmärket i silver
- Infanteristridsmärket i silver
- Såradmärket i silver
- Östfrontsmedaljen
- Anschlussmedaljen (Die Medaille zur Erinnerung an den 13. März 1938)
- Sudetenlandmedaljen (Die Medaille zur Erinnerung an den 1. Oktober 1938)
- Tyska ryttarutmärkelsen i guld
- NSDAP:s tjänsteutmärkelse i brons
- SS tjänsteutmärkelse
- SS Hederssvärd
- SS-Ehrenring (Totenkopfring)
- Medaljen för militär tapperhet i silver (Italien)
- Tyska välfärdsmedaljen av tredje och andra klassen

## Populärkultur
I filmen Undergången från 2004 porträtteras Hermann Fegelein av Thomas Kretschmann. Trots att Fegelein var SS-Gruppenführer bär Kretschmann uniform för SS-Brigadeführer.